# Alexandr Kurlovitch
Alexandr Nikolaievitch Kurlovitch (em russo:  Александр Николаевич Курлович, em bielorrusso:  Аляксандр Мікалаевіч Курловіч, transl. Aliaksandr Mikalaievitch Kurlovitch; 28 de julho de 1961, em Hrodna – 6 de abril de 2018) foi um bielorrusso, campeão olímpico e mundial em halterofilismo, pela União Soviética e pela Bielorrússia.
Kurlovitch teve sua primeira aparição internacional em 1983, no Campeonato Europeu e Mundial em Moscou, que foram organizados como um único evento. Competindo na categoria superpesado, levantou 450 kg no total olímpico (205 no arranque e 245 no arremesso) e ficou em segundo lugar, atrás do também soviético Anatoli Pissarenko.
Em 1984, ele e Pissarenko foram detidos no aeroporto de Mirabel, em Montreal, quando funcionários da alfândega encontraram em sua bagagem esteroides anabolizantes. Foram detidos pelas autoridades canadenses, multados por importação de esteroides anabolizantes e suspensos pela Federação Internacional de Halterofilismo das competições. Mas Kurlovitch foi reabilitado em 1987 e retornou à equipe nacional soviética.
Nesse ano, ganhou o Campeonato Mundial em Ostrava, com 472,5 kg no total olímpico, superando o recorde antes do búlgaro Antonio Krastev em 5 kg. Com seu compatriota Leonid Taranenko e Antonio Krastev fora dos Jogos Olímpicos de Seul, Kurlovitch confirmou seu favoritismo e ganhou ouro, com 462,5 kg no total, 32,5 kg a mais do que o segundo colocado, o alemão Manfred Nerlinger.
Também ganhou ouro no Campeonato Mundial em 1989 (460 kg no total) e em 1991 (455 kg). O segundo ouro olímpico veio em Barcelona 1992 (450 kg), competindo pela Equipe Unificada.
Kurlovitch estabeleceu ao todo 12 recordes mundiais ao longo de sua carreira — quatro antes da reestruturação das classes peso em 1992 e oito a partir de 1993 (ver também: recordes mundiais do halterofilismo), seis no arranque, dois no arremesso e quatro no total combinado. Somente no campeonato mundial em 1994 estabeceu seis recordes.
Ainda foi campeão europeu em 1989 e em 1990.
Nos Jogos Olímpicos de Atlanta 1996, Kurlovitch ficou em quinto lugar, retirou-se das competições e tornou-se árbitro (de competições) de levantamento de peso.
Em 2006 foi eleito para o Weightlifting Hall of Fame. Em 2007 recebeu o Certificado do Mérito da Federação Europeia de Halterofilismo.
Era membro do Comitê Técnico da Federação Internacional de Halterofilismo, membro do parlamento bielorrusso e vice-presidente da federação que rege o halterofilismo em Belarus.